# Amerikaanse toverhazelaar

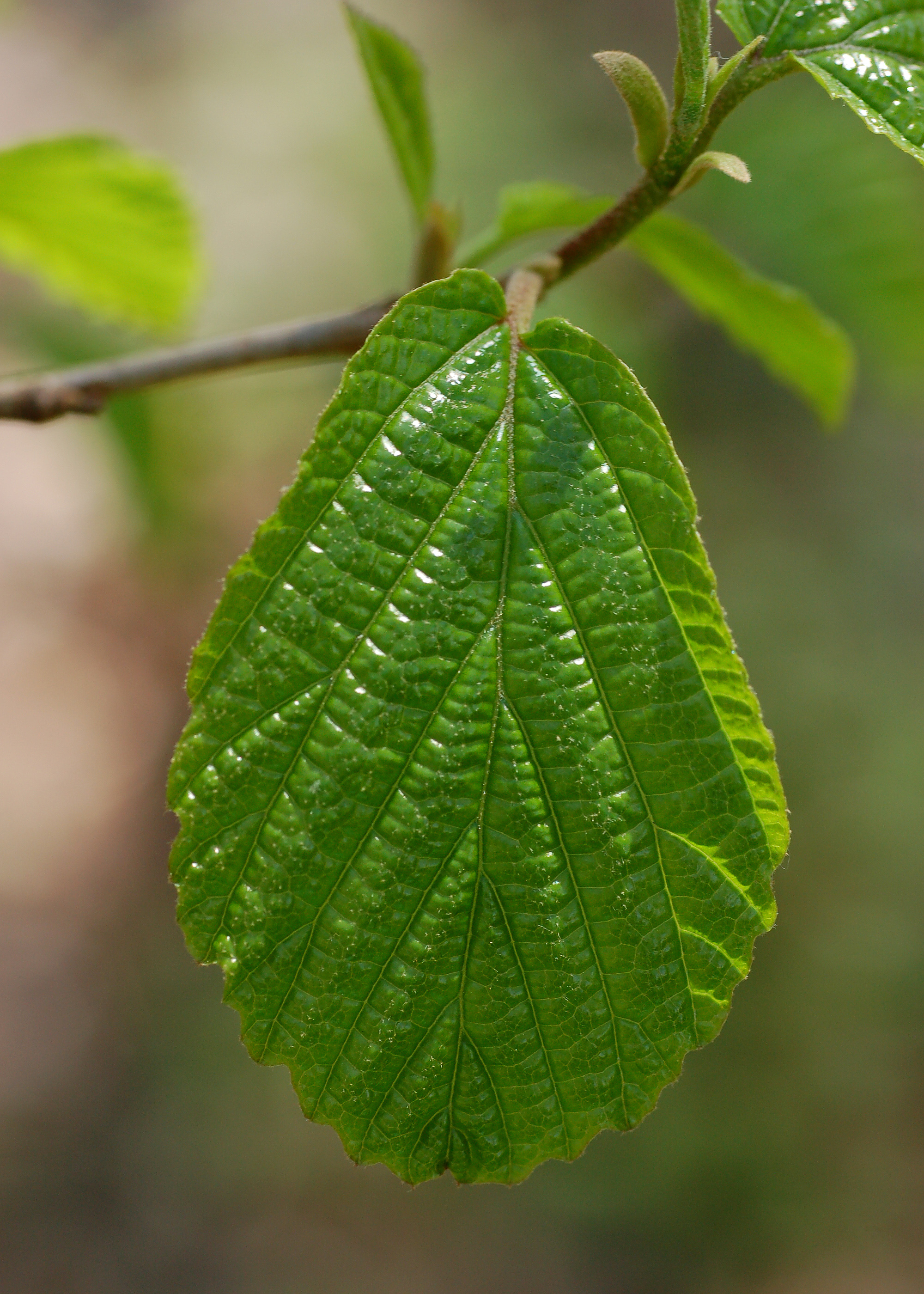
Blad

De Amerikaanse toverhazelaar (Hamamelis virginiana) is een struik uit de familie Hamamelidaceae. De soort komt van nature voor in Noord-Amerika van Nova Scotia westwaarts tot Minnesota en van zuid en centraal Florida tot het oosten van Texas.
De struik kan 6 m, soms zelfs tot 10 m, hoog worden en geeft een bossige groei door de vele takken, die net boven de grond met de groei beginnen. De bast is lichtbruin, glad, maar schilferig. De bast is aan de binnenkant roodpaars. De jonge, lichtoranjebruine takjes zijn behaard, maar worden bij het ouder worden kaal en donkerbruin of roodbruin en hebben gewoonlijk witte vlekjes. De donkergroene bladeren zijn ovaal, 3,7-16,7 cm lang en 2,5-13 cm breed. De bladsteel is 6-15 mm lang. De herfstkleur is geel met roestvlekken.
De Amerikaanse toverhazelaar bloeit in september tot en met oktober. De in clusters zittende bloemen hebben 4 meeldraden en zijn meestal lichtgeel tot heldergeel, maar ook oranje of rode bloemkleuren komen voor. De lintvormige bloemblaadjes zijn 10-20 mm lang.
De 10-14 mm lange doosvrucht is verhout. Een jaar na de bestuiving is de vrucht rijp en de top explodeert dan open, waarna twee glimmend zwarte zaden tot 10 m ver weggeschoten worden.
Het kernhout is licht roodbruin, maar het spinthout bijna wit. Het kernhout is zwaar en hard en heeft een dichtheid van 0,68.

## Gebruik
De gevorkte twijgen van de toverhazelaar worden gebruikt bij het wichelroede lopen.
... · H. japonica (Japanse toverhazelaar) · H. mollis (Chinese toverhazelaar) · H. virginiana (Amerikaanse toverhazelaar) · H. ×intermedia (Toverhazelaar) · ...